# 咲城けい
咲城 けい（さきしろ けい、4月21日 - ）は、宝塚歌劇団雪組に所属する男役スター。
兵庫県西宮市、小林聖心女子学院中学校出身。身長170cm。愛称は「さんちゃん」。

## 来歴
2014年、宝塚音楽学校入学。
2016年、音楽学校卒業後、宝塚歌劇団に102期生として入団。入団時の成績は3番。星組公演「こうもり／THE ENTERTAINER!」で初舞台。その後、星組に配属。
2022年の「めぐり会いは再び next generation」で新人公演初主演。同公演千秋楽翌日となる7月25日付で雪組へと組替え。

## 主な舞台

### 初舞台
- 2016年3 - 4月、星組『こうもり』『THE ENTERTAINER!』（宝塚大劇場）

### 星組時代
- 2016年5 - 6月、『こうもり』『THE ENTERTAINER!』（東京宝塚劇場）
- 2016年8 - 11月、『桜華に舞え』『ロマンス!! (Romance)』
- 2017年3 - 4月、『THE SCARLET PIMPERNEL（スカーレット ピンパーネル）』（宝塚大劇場）
- 2017年5 - 6月、『THE SCARLET PIMPERNEL（スカーレット ピンパーネル）』（東京宝塚劇場） - 新人公演：ピポー軍曹（本役：美稀千種）
- 2017年7 - 8月、『阿弖流為-ATERUI-』（ドラマシティ・日本青年館） - 丈部善理
- 2017年9 - 12月、『ベルリン、わが愛』 - 新人公演：エルマー（本役：天華えま）『Bouqduet de TAKARAZUKA（ブーケ ド タカラヅカ）』
- 2018年2月、『うたかたの恋』 - グスタフ／従僕『Bouquet de TAKARAZUKA（ブーケ ド タカラヅカ）』（中日劇場）
- 2018年4 - 7月、『ANOTHER WORLD』 - 新人公演：冥途のスター（本役：美稀千種）／桃太郎（本役：極美慎）『Killer Rouge（キラー ルージュ）』
- 2018年8 - 11月、『Thunderbolt Fantasy（サンダーボルトファンタジー）東離劍遊紀（とうりけんゆうき）』『Killer Rouge／星秀☆煌紅』（梅田芸術劇場・日本青年館・國家戯劇院・高雄市文化中心至徳堂）
- 2019年1 - 3月、『霧深きエルベのほとり』 - 新人公演：アドリアン・エルメンライヒ（本役：極美慎）『ESTRELLAS（エストレ―ジャス）〜星たち〜』
- 2019年5月、『鎌足-夢のまほろば、大和（やまと）し美（うるわ）し-』（ドラマシティ・日本青年館） - 中臣不比等
- 2019年7 - 10月、『GOD OF STARS -食聖-』 - 新人公演：道場十三郎（本役：湊璃飛）『Éclair Brillant（エクレール ブリアン）』
- 2019年11 - 12月、『ロックオペラ モーツァルト』（梅田芸術劇場・東京建物 Brillia HALL） - 侍従
- 2020年2 - 3月、『眩耀（げんよう）の谷〜舞い降りた新星〜』 - 新人公演：慶梁（本役：天寿光希）『Ray-星の光線-』（宝塚大劇場）
- 2020年7 - 9月、『眩耀（げんよう）の谷〜舞い降りた新星〜』『Ray-星の光線-』（東京宝塚劇場）
- 2020年11月、『エル・アルコン-鷹-』 - ニコラス・ジェイド『Ray-星の光線-』（梅田芸術劇場）
- 2021年2 - 5月、『ロミオとジュリエット』[注釈 2]
- 2021年7月、『婆娑羅（ばさら）の玄孫（やしゃご）』（ドラマシティ・プレイハウス） - 善助
- 2021年9 - 12月、『柳生忍法帖』 - 雲林坊、新人公演：漆戸虹七郎（本役：瀬央ゆりあ）『モアー・ダンディズム!』
- 2022年2月、『ザ・ジェントル・ライアー〜英国的、紳士と淑女のゲーム〜』（KAAT神奈川芸術劇場） - ド・ナンジャック子爵
- 2022年4 - 5月、『めぐり会いは再び next generation-真夜中の依頼人（ミッドナイト・ガールフレンド）-』 - リドル・ル・カイン『Gran Cantante（グラン カンタンテ）!!』（宝塚大劇場）[注釈 1]
- 2022年6 - 7月、『めぐり会いは再び next generation-真夜中の依頼人（ミッドナイト・ガールフレンド）-』 - リドル・ル・カイン、新人公演：ルーチェ・ド・オルゴン（本役：礼真琴）『Gran Cantante（グラン カンタンテ）!!』（東京宝塚劇場） 新人公演初主演[5]

### 雪組時代
- 2022年10 - 12月、『蒼穹の昴』 - 鎮国公 載沢、新人公演：李鴻章（本役：凪七瑠海）[2]
- 2023年2 - 3月、『BONNIE & CLYDE』（御園座） - テッド・ヒントン[2]
- 2023年4 - 7月、『Lilac（ライラック）の夢路』 - ブェックラー『ジュエル・ド・パリ!!』
- 2023年8 - 9月、『双曲線上のカルテ』（ドラマシティ・日本青年館） - アントニーオ・リナルディ／代役：オペダンサー（本役：眞ノ宮るい）[注釈 3]
- 2023年12 - 2024年2月、『ボイルド・ドイル・オンザ・トイル・トレイル』 - ウォルター・パジェット『FROZEN HOLIDAY（フローズン・ホリデイ）』
- 2024年4 - 5月、『仮面のロマネスク』 - ジェルクール伯爵『Gato Bonito!!』（全国ツアー）
- 2024年7 - 10月、『ベルサイユのばら-フェルゼン編-』 - 近衛兵ニコラ／代役：ジェローデル（本役：諏訪さき）[注釈 4]
- 2024年12 - 2025年1月、『FORMOSA!!（フォルモサ）』（ドラマシティ・KAAT神奈川芸術劇場） - メリヤンダノー
- 2025年3 - 6月、『ROBIN THE HERO』 - アラン・ア・デール『オーヴァチュア!』
- 2025年8月、『ステップ・バイ・ミー』（宝塚バウホール） - ジャック
- 2025年11 - 2026年2月、『ボー・ブランメル〜美しすぎた男〜／Prayer〜祈り〜』

## 出演イベント
- 2023年10月、第56回『宝塚舞踊会』
- 2023年12月、和希そらディナーショー『Vie.』[6]